# كهف هيمكهيل
يعد هيمكهيل أحد كهوف الجبس العظيمة في ألمانيا والتي يمكن الوصول إليها ككهوف إستعراضية. تقع على الحافة الجنوبية لجبال هارز بين روتليبرود وأفترونغن، شرق نوردهاوزن، مباشرة على حدود الولاية بين تورينغيا وساكسونيا أنهالت. يمكن زيارة الكهف كجزء من جولة إرشادية مدتها 45 دقيقة.